# Theotima
Theotima is een geslacht van spinnen uit de  familie van de Ochyroceratidae.

## Soorten
- Theotima elva Gertsch, 1977
- Theotima fallax Fage, 1912
- Theotima galapagosensis Baert & Maelfait, 1986
- Theotima jeanneli Machado, 1951
- Theotima kivuensis Machado, 1964
- Theotima lawrencei Machado, 1964
- Theotima makua Gertsch, 1973
- Theotima martha Gertsch, 1977
- Theotima mbamensis Baert, 1985
- Theotima minutissima (Petrunkevitch, 1929)
- Theotima mirabilis Machado, 1951
- Theotima moxicensis Machado, 1951
- Theotima pura Gertsch, 1973
- Theotima radiata (Simon, 1891)
- Theotima ruina Gertsch, 1977
- Theotima tchabalensis Baert, 1985